# Idioma warao
El idioma warao es una lengua aislada hablada por la etnia indígena de los waraos en el Delta del Orinoco, Delta Amacuro, en algunas zonas del Estado Monagas y el sureste del Estado Sucre, así como algunas áreas en Guyana, Venezuela. También es hablado en un enclave en Surinam. Alexander von Humboldt escribió en sus Viajes a las Regiones Equinocciales que los indios guaiqueríes decían tener un idioma emparentado con el warao.

## Dialectos
En esta lengua indígena existen cuatro variantes o dialectos los cuales son conocido entre la cultura warauna como:
[1] Kokuina o manamo,
[2] Hoanarao (o gente de las aguas negras en Mariusa, Winikina, Arawabisi)
[3] Arawao (Merejina, Sakupana)
[4] Wasay (Ibaruma, Arature, Amakuro)
Al igual podríamos dividir dichos dialectos geográficamente como Alto Delta (Kokuina, Manámo, Makareo), Centro (Mariusa, Winikina, Arawabisi), y Bajo Delta (Merejina, Sakupana, Ibaruma, Arature, Amakuro). En esta última zona hay una subdivisión del dialecto de la zona, ya que las comunidades cercanas al mar Caribe (San José de Amacuro) ha sido directamente influenciada por Trinidad y Tobago y Guyana, dado como producto adjetivos y sustantivos híbridos característicos únicamente en esta."

## Descripción lingüística

### Fonología
El inventario de consonantes del warao es relativamente simple:
|              | Labial | Alveolar | Palatal | Velar | Labio- velar | Glotal |
| ------------ | ------ | -------- | ------- | ----- | ------------ | ------ |
| Oclusiva     | p      | t        |         | k     | kw           |        |
| Fricativa    |        | s        |         |       |              | h      |
| Aproximantes |        | l        | j       |       | w            |        |
| Nasal        | m      | n        |         |       |              |        |

En cuanto a las vocales existen cinco vocales orales /a, e, i, o, u/ y cinco nasales /ã, ẽ, ĩ, õ, ũ/.
No existen contrastes de cantidad vocálica y el acento es fijo en la penúltima sílaba.

## Morfología y sintaxis

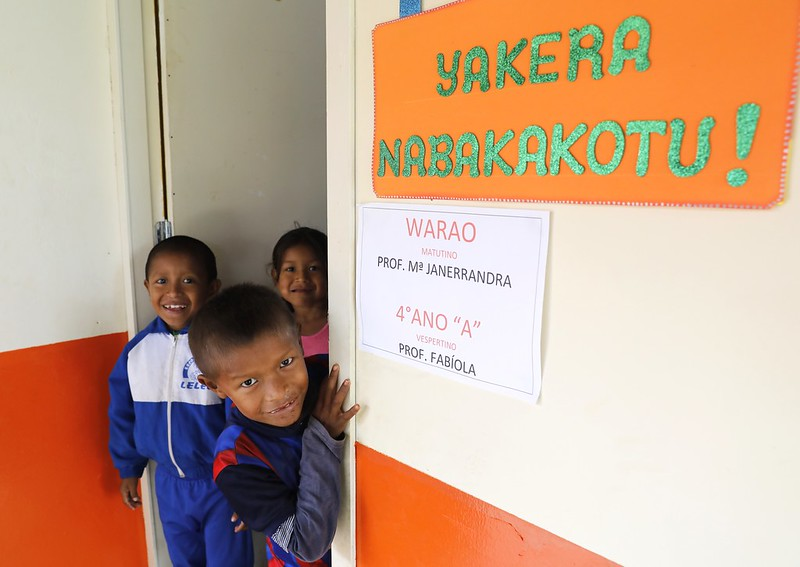
Refugiados venezolanos de la etnia warao en una escuela multilingüe en Brasilia.

Desde el punto de vista tipológico, el warao es una lengua con marcaje de núcleo, moderadamente polisintética y con alineamiento morfosintáctico de tipo nominativo-acusativo. El orden básico es SV en oraciones intransitivas y OSV en oraciones transitivas.
Desde el punto de vista morfológico no existe una diferencia clara entre nombres y adjetivos, tal como sucede en español. Es una lengua que usa predominantemente sufijos, con pocos prefijos.
En vez de preposiciones, se usan posposiciones.
Ejemplos:
|  | nobotono | daukuaja | konae |  | Los niños trajeron frutas |

|  | nobotono | ubaya |  | Los niños duermen |

La construcción que señala la posesión en warao es la siguiente:
Poseedor + prefijo de posesión + poseído:
Lora ahoru (Laura a-horu) significa „Laura de-olla: la olla de Laura“.
No hay un artículo definido o indefinido propiamente dicho. En vez de esto, se usan los sufijos personales para construcciones de posesión para mostrar que se trata de un objeto definido.

## Pronombres
| Persona            | Nominativo | Acusativo | Dativo     | Locativo   | Genitivo    |
| 1 persona singular | ine        | ma        | masaba     | ma isia    | mabitu      |
| 2 persona singular | iji        | ji        | jisaba     | jisia      | jiabitu     |
| 3 persona singular | tai        | tai       | taisaba    | taiaisia   | taiabitu    |
| 1 persona plural   | oko        | ka        | kasaba     | kaisia     | kabitu      |
| 2 personal plural  | yatu       | yatu      | yatusaba   | yatuisia   | yatuabitu   |
| 3 personal plural  | tatuma     | tatuma    | tatumasaba | tatumaisia | tatumaabitu |
| ------------------ | ---------- | --------- | ---------- | ---------- | ----------- |

## Sustantivo
Formación de sustantivos compuestos:
- arotu: apelativo de profesión

ibijiarotu: médico
wisidatu: brujo
dosarao: soldado, guardia
- koina: apelativo de instrumento

sitakoina: Cámara
yaburukoina: escalera
- noko: apelativo de locación

janoko: lugar del chinchorro, casa

## Adjetivo
El adjetivo no recibe afijos para indicar género y solo rara vez se usa -tuma para indicar pluralidad. Como en español, el adjetivo calificativo usualmente va después del substantivo.
|  | domu | yakera | waranae |  | Un pájaro bonito habló. |

- El comparativo de superioridad se forma con kuarika.

"Tobe bero taera kuarika."
El tigre es más fuerte que el perro
- El comparativo de inferioridad se forma con yajoto y sabuka.

"Simo dijaba sabuka."
La miel es menos dulce.

## Verbo
El verbo presenta concordancia de sujeto y de objeto, la primera mediante sufijos y la segunda mediante prefijos/clíticos. Las marcas de aspecto-tiempo, modalidad y los direccionales se indican mediante sufijos. Casi nunca se omite el sujeto

### Paradigma regular
El verbo en principio no cambia según la persona. Es por eso que, al contrario que en español, es necesario usar el pronombre personal. Ejemplo del verbo najorokitane 'comer':
| Persona            | Warao           |
| 1 persona singular | ine najoroya    |
| 2 persona singular | iji najoroya    |
| 3 persona singular | tai najoroya    |
| 1 persona plural   | oko najoroya    |
| 2 persona plural   | yatu najoroya   |
| 3 persona plural   | tatuma najoroya |
| ------------------ | --------------- |

Paradigma regular
| Tiempo (con pronombre)               | Warao               |
| como (presente)                      | ine najoroya        |
| comí (pretérito)                     | ine najoroae        |
| comeré (futuro)                      | ine najorote        |
| voy a comer (futuro inminente)       | ine najorokitía     |
| después de comer/cuando coma/si como | ine najorokore      |
| comería (potencial)                  | ine najorokuna      |
| que yo coma (exhortativo)            | ine najorokunarae   |
| que comas                            | iji najorote ama!   |
| comida                               | najoro!             |
| comamos                              | najoroki!           |
| comed                                | najorokotu!         |
| comer                                | najorokitane        |
| comensal                             | najorotu            |
| comensales                           | najoromo            |
| comido                               | najoroaeja/najorone |
| comiendo                             | najoroyaja          |
| ------------------------------------ | ------------------- |

## Posposiciones
En warao se usan posposiciones en vez de preposiciones.
- ma omi: sin mí.
- ji omi: sin ti.

## Conjunción
Las conjunciones se pueden dividir en coordinantes y subordinantes.

## Conjunción coordinante
Algunos ejemplos de conjunciones coordinantes:
- kuare: y

|  | buretuma kuare waraotuma | kuaimo | nanakanae |  | Los zamuros y los waraos bajaron de arriba. |

- arakate: también
- tiarone: pero

## Conjunción subordinante
Algunos ejemplos de conjunciones subordinantes:
- tía: que
- kuare: porque
- tiji: porque

## Lista de palabras del warao
- abajo: joaika
- agua: jo
- ahora: ama
- alacrán: kaje
- amanecer: yakari
- amar: amar
- amargo: ajiyajera
- amarillo: simosimo
- animal: domu
- anochecer: ana
- año: joida, kura
- aprender: namina, naminakitane
- aprender bien: naminabu, yakeraja naminakitane
- araña mona: abunamoko
- ayudar: saneta, sanetau
- bajar: nanaka
- balsa: diri
- blanco: joko
- boca: doko
- buenos días: yakerara
- burbuja: koba
- buscar: najobu
- brazo: jara
- cabeza: kuá
- cabello:jiyo
- calor: ijira
- cama: yajinoko
- cansado: basa
- carato: ejota
- casabe: aru
- ceja: mujuji
- cerrar: itaro, mukoranu
- cerro: jota
- cifra: nowara
- cielo: najamutu
- cintura: kabe
- ciudad: janokosebeida
- clítoris: dobaji
- cobija: simara
- codo: obaka
- comer: najorokitane
- conversar: dibubukitane
- corazón: kobe
- correa: kabekoda
- cuchillo: dabo
- culebra: juba
- dedo: mohi
- derecho: nome
- dinero: burata
- escuchar: nokokitane
- flor: tokoyo
- grande: iridaja
- grasa: toi
- grito: koita
- guerra: darija
- gusano: kimi
- hablar: dibanu
- hacha: jima
- hermano: daje
- hombre: nibo, nibora
- hoy: ama
- hueco: kojo
- hurto: erijisa
- iguana: Doana
- instrumento: koina
- leer: teribukitane
- libertad: koyobo
- libro: karata
- limpiar: berekitane
- loco: sinakabaka
- luna: waniko
- machete: buari
- maíz: naukamu
- madre: dani
- mano: mojoro
- mono: naku
- movimiento: diko
- mujer: tida
- nariz: jikari
- niña: anibaka
- niño: noboto
- nuera: natororani
- obeso: toi, tejoida
- obscuridad: imajana
- ojo: mu
- ola: naba
- oreja: kojoko
- padre: dima
- pantalón: cabezacuju
- pensar: obonobui
- pez: jomakaba
- pie: oumu
- pierna: noji
- plátano: jarajisa
- risa: eno, mare
- rojo: simo
- señorita: iboma
- sol: ocoji
- unir: majá
- uña: mujusi
- vidrio: botoro
- viejo: nobo
- yuca: arujebuju
- zambullirse: kobo
- zancudo (especie de mosquito): kojoboto
- zapatos: omunamu
- zorro: kebiji
- zumbido: zeneneee
- zurdo: mojokabaya

### Algunas expresiones
- ¿Katukete?: ¿Qué tal?

Respuestas posibles:
- Bajukaya: Tengo salud
- Bajuka sabuka: Regular
- Ajuka yana: No estoy bien
- Asida: Mal
- Yakera: Bien
- Yakera sabuka: Regular
- Omi: Adiós
- Yakera wito: Muy bien
- Wamma: Nuestra Tierra
- Yan Ekey: Gran Alegría, Persona con fuerza, con poder.
- Yariana: Feliz, Sin enfado

### Estudios del idioma warao
Uno de los primeros estudiosos del idioma warao fue el misionero católico Basilio María de Barral. En los años sesenta el lingüista estadounidense Henry Osborn realizó estudios formales de la morfología y fonología del idioma warao.
El idioma warao forma parte del currículum de enseñanza en las escuelas del Delta Amacuro.

## Publicaciones en Warao
1. Barral, Basilio María (1979): Diccionario warao-castellano, castellano-warao. Universidad Católica Andres Bello
2. Osborn, Henry (1966a): "Warao I: Phonology and Morphophonemics." International Journal of American Linguistics 32:108-123.
3. Osborn, Henry (1966b): "Warao II: Nouns, Relationale, and Demonstratives." International Journal of American Linguistics 32:253-261.
4. Vaquero, P. Antonio (1965): Idioma Warao. Morfología, sintaxis, literatura (Warao language. Morphology, syntax, literature). Estudios Venezolanos Indígenas.

## Otras publicaciones
- (Nuevo Testamento en Warao) Sociedades Bíblicas De Venezuela, "Ajute Jiro" 1974.
- Cartilla de Alfabetización “Warao A Karata Teribukitane” 2000. FUNDILUZD - Lic. Jackson, Omana